# Túnxī Qū
Túnxī Qū o distrito de Túnxī es una localidad de la ciudad-prefectura de Huangshan en la provincia de Anhui, República Popular China, con una población censada en noviembre de 2010 de 217 637 habitantes.
Se encuentra situada en el sur de la provincia, en la zona de los montes Huang y del río Qiantang, cerca de la frontera con la provincia de Hunan.